# Libellago daviesi
Libellago daviesi – gatunek ważki z rodziny Chlorocyphidae.